# Kazachse Hongersnood van 1932-1933

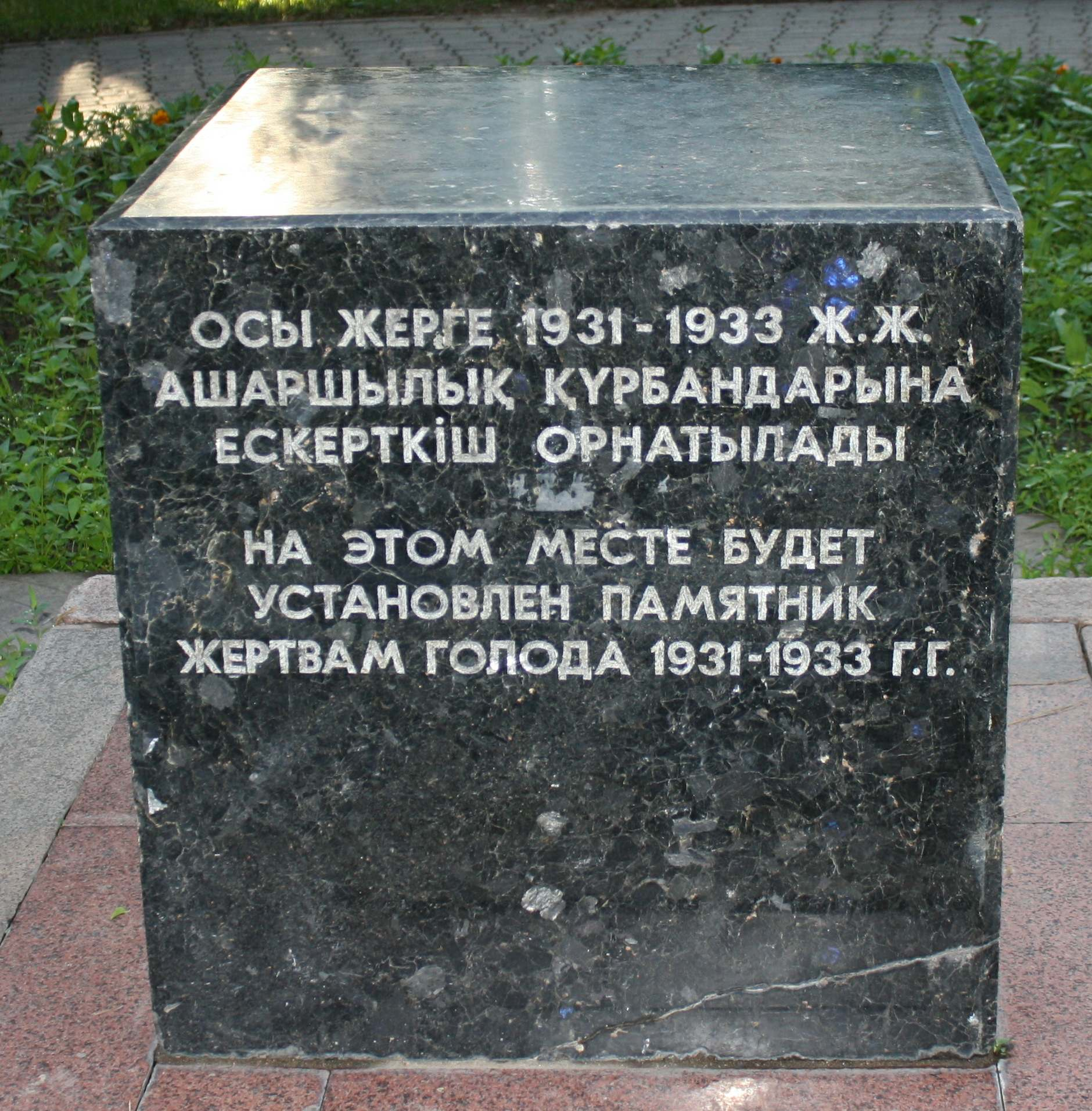
Herinneringsteken voor de hongersnood in Almaty te Kazachstan.

De Kazachse Hongersnood van 1932-1933 (Kazachs: Ашаршылық, Aşarşılıq, betekenis 'hongersnood' of 'honger') was een hongersnood die de Kazachse Autonome Socialistische Sovjetrepubliek teisterde en waarbij naar schatting tussen de 1,5 miljoen en 2,3 miljoen mensen stierven in de periode 1930 – 1933. De meeste slachtoffers stierven in de jaren 1932 en 1933. Het overgrote deel van de slachtoffers was  van Kazachse etnische afkomst.
De hongersnood ontstond door de landbouwcollectivisatie, bevolen door de regering van de Sovjet-Unie onder leiding van Jozef Stalin. Ze ging gepaard met een onderdrukkingscampagne door de Sovjetautoriteiten tegen de nomaden, waarbij hun levenswijze en wijze van levensonderhoud werden vernietigd. De hongersnood en politieke vervolging worden door sommige historici beschouwd als een genocide op de Kazachen. Gedurende ongeveer dezelfde periode was er in Oekraïne een soortgelijke hongersnood, die bekend staat als de Holodomor.

## Het verloop
De centrale autoriteiten van de Sovjet-Unie begonnen aan landbouwcollectivisatie en de daarbij behorende sendentarisering in Kazachstan. In plaats van het toenmalige nomadenbestaan moest de Kazachse plattelandsbevolking op vaste plekken wonen en landbouw verrichten in collectieve boerderijen (kolchozen). Iedere herder met meer paarden en vee dan gebruikelijk werd beschouwd als een koelak en werd vervolgd in het kader van dekoelakisatie. Tegelijkertijd werden hoge graanquota geëist vanuit de overheid, waardoor de boeren en herders werden gedwongen om hun veestapel flink te verlagen om zelf voldoende voedsel te hebben of om vee te verkopen om aan de graanquota te voldoen. In de periode van 1929 tot en met 1932 werd ongeveer 33% van het graan uit de Kazachse republiek in beslag genomen. In 1930 werd meer dan 1 miljoen ton aan graan in beslag genomen voor het voeden van andere gebieden in de Sovjet-Unie of voor het exporteren voor geld ten behoeve van de industrialisatie van de Sovjet-Unie.
Er ontstonden grote epidemieën van bijvoorbeeld buiktyfus en tuberculose, doordat mensen zwakker werden door voedseltekort en migratiestromen. Door de hongersnood ontvluchtten circa 665.000 Kazachen het gebied met hun overgebleven kuddes naar bijvoorbeeld de Sovjetrepublieken Oezbekistan, Kirgizië, Turkmenistan en Rusland. Ook vertrokken mensen naar China, Mongolië en Afghanistan. Door de hongersnood werden de Kazachen een minderheid binnen de Kazachse Autonome Socialistische Sovjetrepubliek. In 1990 waren de Kazachen weer de grootste groep binnen Kazachstan. Vóór de hongersnood was ongeveer 60% van de bevolking van Kazachse etnische achtergrond, maar erna was dat ongeveer 38%.